# 要塞

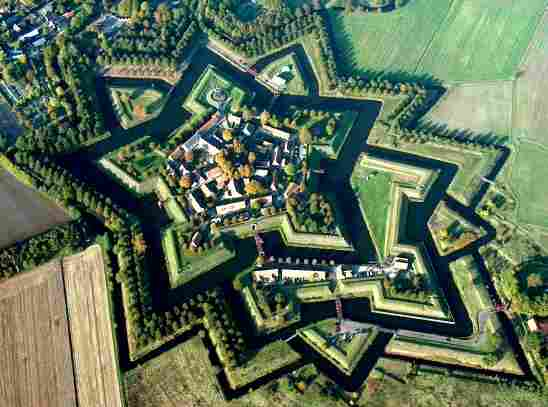
稜堡式城郭の例。オランダのブールタング

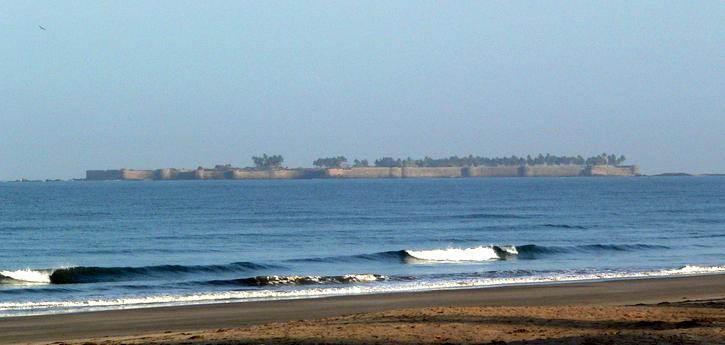
沿岸要塞の例。インドのシンドゥドゥルグ要塞

要塞（ようさい、英: fortress）とは、外敵等から戦略上重要な地点を守る為に築かれた構築物。とりで、砦、堡、塞、城砦、城堡（じょうほう）ともいう。

## 概要
軍事的な攻撃に対処するためには防御が必要である。したがって戦略的な緊要地形を保守するための防御の準備として、恒久的な築城が平時から行われることがある。このような築城によって建設された軍事的な施設はその構造、軍事的機能、耐久性などによって、通常の陣地と区別して要塞と呼ばれる。
要塞の形態は時代と共に変化してきたが、基本的な機能として、周辺住民を保護するための避難所、ある程度の戦術的な攻撃を排除する砦、そして複数の砦が機能的に体系化された戦略的防衛線がある。避難所は古代から中世までのいくつかの都市にも見られる機能であるが、要塞の原初的な形態でもある。砦はさらに施設の軍事化を進めたものであり、防御戦闘に必要な防壁や兵器を備え付け、指揮や兵站に要する施設が準備されている。戦略的防衛線とは砦を敵対勢力に対して横方向に連続して配置したものであり、中国の万里の長城、ローマの防衛要塞線が例として挙げられる。

古代では都市の防備として城郭や砦の類が建築された。
近代以降では火砲が整備されてからの築城を指す。近世以前においては城壁で市街が囲まれ、城塞を持つ城壁都市が大陸で多く見られた。日本ではむしろ、市街を囲い込まない要塞的な城が基本となっており、市街を取り込む総構えをもつ城は多くない。
ルネサンス期を迎えてヨーロッパでは大々的に大砲が攻城兵器として使用されるようになり、城壁での防衛は次第に困難になっていった。イタリア戦争でこの大砲に対抗するための要塞建築法が一応の完成をみた。半月堡や稜堡を持つ星形要塞 (初期の稜堡式要塞) である。これは攻撃正面を幅広くとり、また側面をできるだけ小さくすることで死角のない濃密な火網を形成できた。

## 永久要塞
永久要塞（Permanent fortification）は文字通り、軍事・交通・産業の要衝及びその周辺に恒久的に構築される。

### 用途と分類
永久要塞の施設は時代・用途・地域によって様々だが、基本的には砲台、堡塁、トーチカ（特火点とも言う）、高射砲陣地、指揮所、観測所、弾薬庫、油脂庫、貯水・給水施設、通信施設、待機所、交通施設（地下トロッコなど）、医療施設等である。これらが全て構築されるとは限らず、任務と地域環境に拠る所が大きい。
近代以前の築城と近代の永久要塞が異なる点は、それぞれの砲台・観測所・貯蔵庫等が比較的広範な地域に分散し、かつ有機的につながっている事である。故にこれらの分散した設備が陥落もしくは包囲され孤立すればその力を失う事になる。有事においては要塞には多数の兵員が存在する事になるが、平時は観測所などを除いて警備要員が詰めているのみという場合がほとんどだった。

#### 陸上要塞
内陸部における要衝や国境線地帯に築かれる永久要塞。堡塁・トーチカといった接近戦用の施設に重きを置き、これらは塹壕、地雷原、迫撃砲陣地といった野戦築城（Field fortification）で補強される事が多い。一般的な永久要塞はこの陸戦要塞を主に指す。
平野や丘陵地帯では戦車等による機甲戦に対する堡塁や地雷原、戦車進行妨害物の設置を行ったり、山岳地帯においては比較的軽装備の山岳部隊に対する登頂の阻止を狙ったトーチカや堡塁を構築したりと様々なバリエーションがある。

#### 沿岸要塞

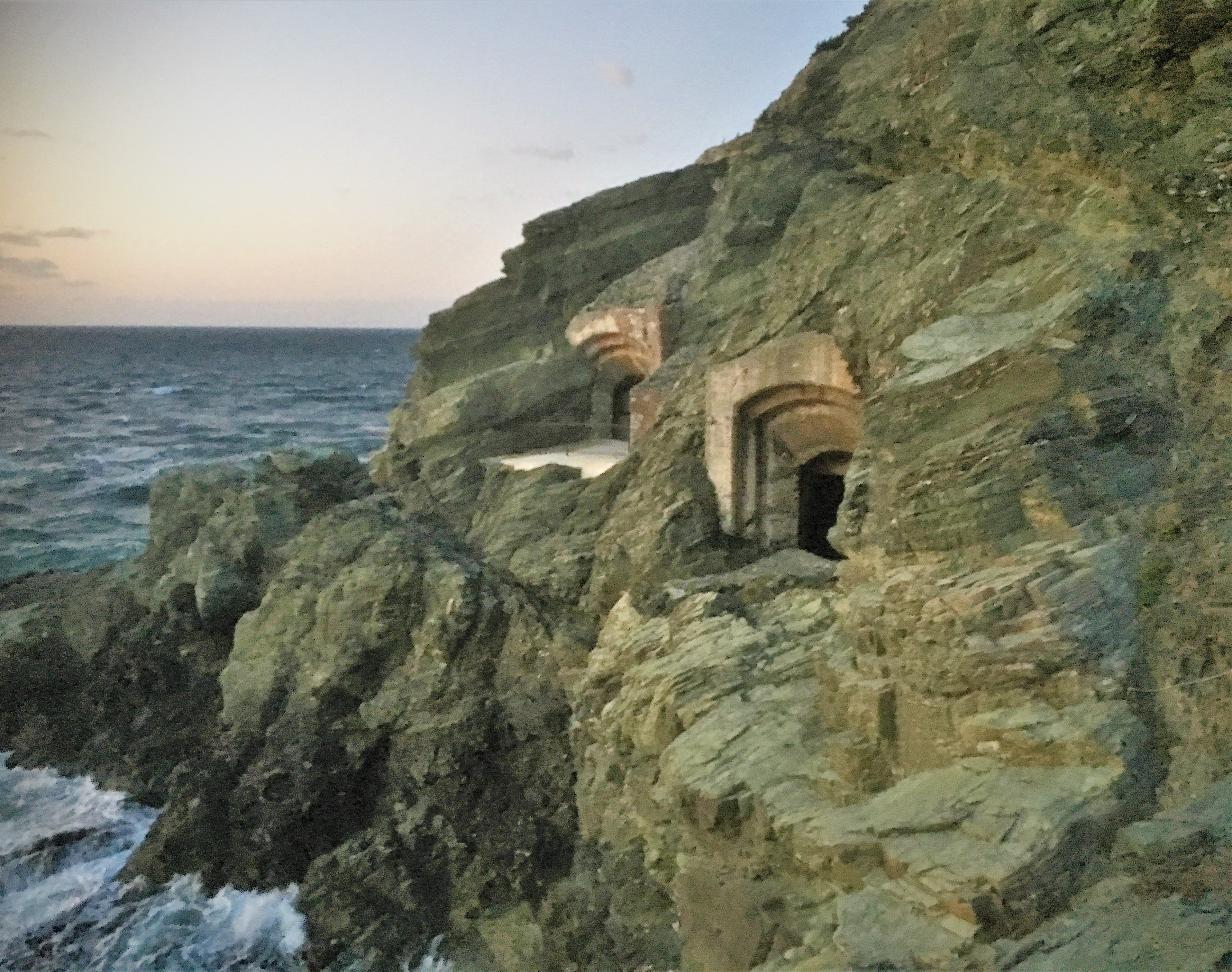
芸予要塞の佐田岬砲台

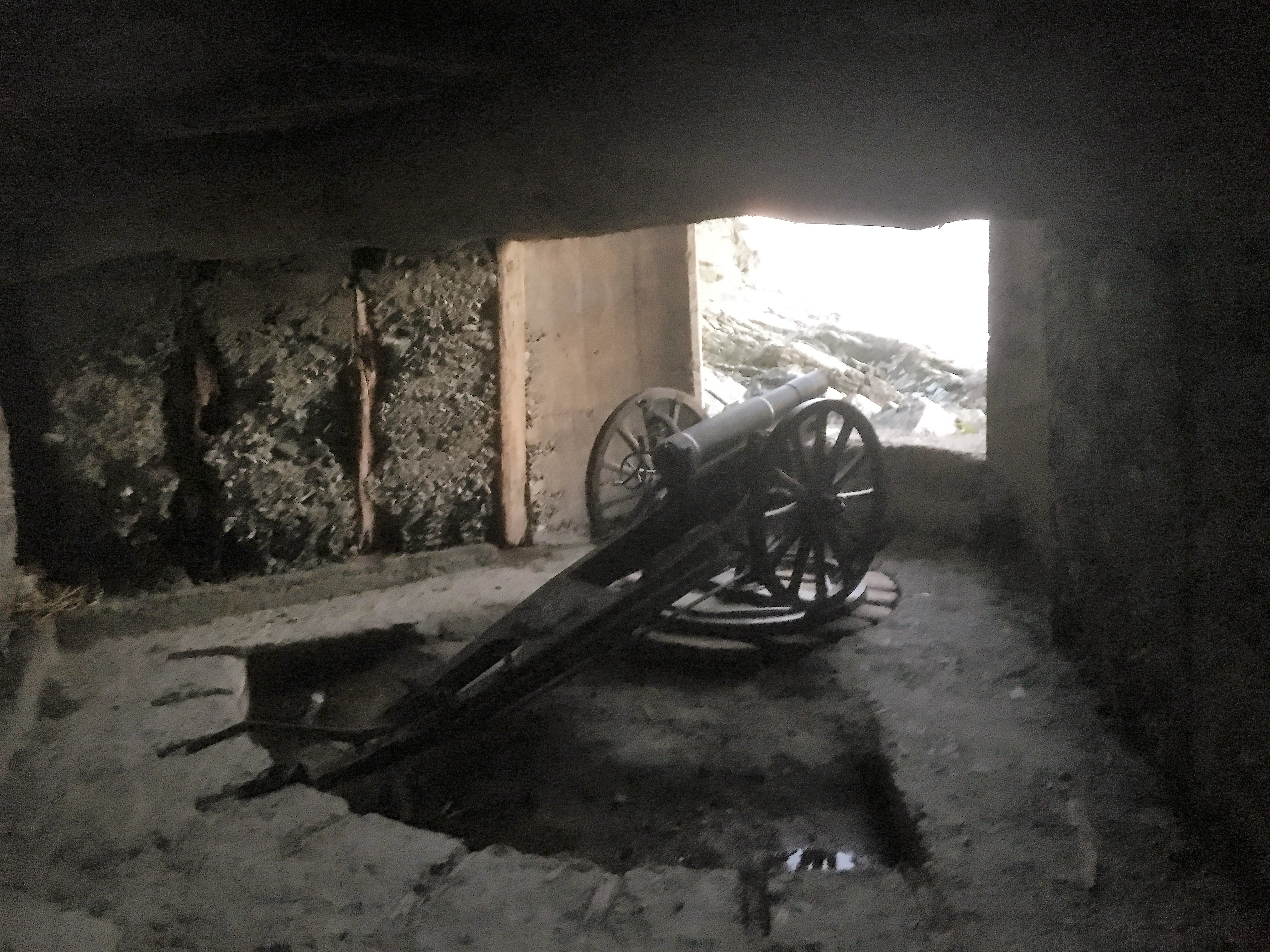
穹窖砲台内部

領海内に侵入した敵の艦艇に対して砲撃・雷撃を加える沿岸地域や港湾、島嶼に構築される要塞。人工島を構築して砲台とするものは海堡と呼ばれた。長距離砲を備えた砲台が主体となり、旧式戦艦・巡洋艦の大口径砲が使用される砲塔砲台もあった。また、沿岸要塞の大きな特徴としては、ソナーや対艦レーダーを備えており、機雷敷設設備や魚雷発射施設も構築される場合が多い。戦前の日本本土に構築された全ての要塞はこうした沿岸要塞であった。
対艦ミサイルが無い時代に敵艦隊の攻撃から重要都市や湾口を防衛したり海峡を封鎖するには大口径砲を備えた沿岸要塞が必要だった。

#### 防空要塞（都市要塞）
一般的に航空機の発達は前出の陸戦・沿岸両要塞においても高射砲陣地の構築をもたらしたが、防空要塞は防空任務を純粋に要塞化したものであった。
高射砲陣地、対空レーダー・聴音施設、指揮所、弾薬庫、シェルターなどを一体化させたもので、第二次世界大戦中のドイツ（ベルリン、ウィーン）にその為の「高射砲塔」が出現した。堅牢なコンクリートによって構築された一種のビルディングで、施設のほぼ全てが地上にあるのが大きな特徴である。
敵地上軍にたいする抵抗拠点としても使用された。

### 建材・カムフラージュ
第一次世界大戦以前の多くの永久要塞は石・煉瓦が用いられており、近代以前の築城同様に多くの施設が地上もしくは半地下式であった。しかし、第一次世界大戦以降、航空機や長距離・大口径砲の発達は要塞を次第に地下化させ、第二次世界大戦当時の要塞の多くは地下式でコンクリートと鉄骨鉄筋を用いた砲爆撃に耐えられるものとまであった。
地下化は爆弾・ミサイルの発達によって加速化され、山岳地帯の岩盤をくり貫いたトンネル内に施設を構築するケースも現れてきた。
永久要塞は襲来してきた敵に対して防衛戦を展開するため、敵側に正確な存在を確認される事は致命的である。このため、平時においては設備の隠蔽が必要であった（ドイツのジークフリート線・大西洋要塞線の様に政治的なデモンストレーションとして存在を誇示する場合もあった）。永久要塞は要衝の周辺に築かれる事が多いため、永久要塞のカムフラージュは厳重を極めた。砲台・観測所等は植物（ギンネムなど）・網・擬装民家などで隠蔽する事が多い。
また、一般に日本を含め各国は法律で永久要塞周辺を一般人・外国人の立ち入り禁止地帯とし、写真撮影やスケッチ等も不可能とした。こうした禁止に対する違反者は厳重に処罰するケースが多い。また、地図では要塞地帯は空白になっていたり、擬装された地形が描かれている場合もあった。

### 永久要塞の欠点
永久要塞の欠点は整備や補修に多額の費用がかかる事と動けないことである。例えば、日本の沿岸要塞は幾度となく廃止・新設が行われたがこれらは根本的な改築を要した。
また、第二次世界大戦中においては、航空機や戦車を中心とする機甲戦が広まるとこれらに対して永久要塞は防戦一方の姿勢を取らざるをえなかった。それどころか迂回されて戦局に寄与できないという最悪の事態が発生するようになる（例：マジノ線）。このため、第二次世界大戦後においては多額の費用を投じて永久要塞が構築されることは殆どなくなった。
要塞の根本的な欠点として要塞の裏側は入口であり、武器弾薬や兵員の搬入を容易にしている場合が多く、迂回を受けるとほとんど防御機能を発揮しない。一定の方向からの防御に特化しているため違う方向から攻められると著しく弱体化する。著名な要塞を喪失した場合、軍隊は士気を失う可能性が高く、戦略的な退却が困難になる。武器や兵員の配置が固定化することは相手方の作戦立案を容易にする。常に同じ場所に攻撃目標があるなら綿密に計画した軍事演習を繰り返せば容易く攻略できてしまう。要塞の前方に味方を配置した場合、その味方の退却を妨げてしまう。従って要塞前方から攻められるリスクが下がり、要塞前方は却って敵にとって安全になる。
現代の軍において築城は野戦築城をさす場合がほとんどである。

### 海岸要塞
一方で海岸に築かれた要塞については、水上艦艇に対する有効な防御施設として機能した。海峡など狭い水域では敵艦の通る経路が限定されるし、沈むことのない陸上砲台は軍艦に比べて圧倒的に有利だからである。
ただし航空機と潜水艦の発達が、水上艦艇の価値を相対的に低下させてしまったため、第二次世界大戦以降は海岸要塞の利用価値も無くなった。

### 第二次世界大戦後の永久要塞
第二次世界大戦後も第一次インドシナ戦争（ディエンビエンフーの戦い）、ベトナム戦争、中東戦争（第四次中東戦争におけるバーレブ・ライン）、湾岸戦争において要塞といえるものが双方で築かれるが、これらは永久要塞というよりは野戦築城の延長線上にあるもので、ベトナム戦争を除き、砂漠地帯の機甲・機動戦においては大きな価値を見出す事ができなかった。とくにディエンビエンフーの戦いやバーレブ・ラインは、現代の戦争において要塞が非力である事を証明する戦いとなった。
また、ユーゴスラビア、アルバニア、北朝鮮などは第二次世界大戦後、全国土の要塞化を目指し、トーチカや軍事用途に転換可能な公共施設を建築したりしたが、これらはユーゴスラビアを除き実戦経験は無いと見られる。これら以外ではスイスが国境線となる山岳地帯に第二次世界大戦以前から要塞線を築き、スウェーデンなどの北欧諸国では同地域の沿岸の特性を利用した沿岸要塞が各々構築されている。
また、現代においては航空機技術・ミサイル技術など兵器の進歩が著しく要塞に対する遠隔地からの直接攻撃が可能なこと、また要塞により敵軍の攻撃を防ぐことが事実上不可能となったことから、戦略上の必要性は薄れている。
しかし、完全に喪失された訳ではなく、2006年のレバノン侵攻においては、イスラエルと対峙する民兵組織ヒズボラが南レバノンの国境地帯にシェルターを兼ねた地下陣地を多数構築していた（戦後、この地下陣地の一部がヒズボラによって博物館となっている）。これは司令部・通信施設・兵舎・倉庫を兼ねたものであった。これらが民兵の出撃や補給の拠点となり、ゲリラ戦を展開する際に大きな足がかりになった。このように、直接戦闘に巻き込まれる可能性は低いものの、支援や防護という面においては必ずしも存在価値が無くなったとは言い難い。

## 主な要塞
戦時において、焦点 (戦地) となった要塞を『戦争名：要塞名または戦闘名（要塞保有国名)』で紹介する。
20世紀以前
- 八十年戦争：ブレダ、洪水線（オランダ）
- 第二次ウィーン包囲：ウィーン（オーストリア）
- 大北方戦争：ナルヴァの戦い（スウェーデン）
- スペイン継承戦争：リール（フランス）
- アメリカ独立戦争：
  - タイコンデロガの戦い（アメリカ合衆国）
  - ヨークタウンの戦い（イギリス）
- 南北戦争：サムター要塞（アメリカ合衆国）
- ナポレオン戦争：マントヴァ（オーストリア）
- クリミア戦争：セヴァストポリ（ロシア）
- 戊辰戦争：五稜郭（旧幕府軍、函館）

20世紀以降
- 日露戦争：旅順要塞（ロシア）
- 第一次世界大戦：
  - 青島の戦い(ドイツ)
  - リエージュの戦い（ベルギー）
  - ベルダンの戦い（フランス）
- 第二次世界大戦：
  - マジノ線（フランス：仏独国境）
  - ジークフリート線（ドイツ：仏独国境）
  - エバン・エマール要塞（ベルギー）
  - ブレストリトフスク（ソビエト連邦）
  - シンガポールの戦い(イギリス)
  - コレヒドール島（アメリカ合衆国:フィリピン･レイテ島･マニラ湾付近）
  - セヴァストポリ包囲戦（ソビエト連邦）
  - 虎頭要塞（日本：満州）
  - 大西洋の壁(ナチス・ドイツ：イギリス海峡仏側)
- 第一次インドシナ戦争：ディエンビエンフーの戦い（フランス）
- ミャンマー内戦
  - カウムーラの戦い

## 戦前、戦中の日本の要塞
- 北千島臨時要塞
- 宗谷臨時要塞
- 厚岸臨時要塞（釧路）- 未動員。「昭和11年度要塞所要(増加配属）兵器整備計画二関スル報告」
- 根室臨時要塞- 未動員。「昭和十四年度 帝国陸軍 国土防衛計画」
- 室蘭臨時要塞 - 工事中、要塞司令部未動員。室蘭防衛隊司令部が高射砲隊、独立警備隊、要塞砲兵隊等を指揮。
- 津軽要塞 - 1927年（昭和2年）4月1日まで函館要塞と称し、日露戦争でのロシア帝国の通商破壊作戦を阻止出来なかったことをきっかけに任務を函館湾と函館港の防御から津軽海峡の封鎖にへ発展させた。しかし太平洋戦争では航空機による攻撃手法が加わり、それに対する高射砲は能力の低い12門しか配置されず、結果として国として重要な青函航路を守ることは出来なかった[1]。戦後2001年（平成13年）に函館側施設跡が北海道遺産に選定される。
- 東京湾要塞
- 父島要塞
- 舞鶴要塞
- 由良要塞
- 鳴門要塞 - 1903年（明治36年）5月、由良要塞に合併。
- 呉要塞 - 1903年（明治36年）5月、広島湾要塞に名称変更。1926年（大正15年）8月廃止。
- 芸予要塞 - 1924年（大正13年）12月廃止
- 豊予要塞
- 下関要塞
- 佐世保要塞 - 1936年（昭和11年）8月、長崎要塞に合併。
- 長崎要塞
- 壱岐要塞
- 対馬要塞
- 内之浦臨時要塞-鹿児島県志布志湾-連合軍本土上陸作戦の備えて。
- 奄美大島要塞

沖縄
- 中城湾臨時要塞
- 狩俣臨時要塞
- 船浮臨時要塞

台湾
- 澎湖島要塞
- 基隆要塞
- 高雄要塞

朝鮮
- 鎮海湾要塞（南部） - 1942年（昭和17年）6月、釜山要塞に名称変更。
- 永興湾要塞（北部）
- 羅津要塞（北部）
- 雄基臨時要塞（北部） - 1943年（昭和18年）着工一部完成、備砲配備あり、司令部未動員。羅津要塞北方。
- 麗水臨時要塞（南部）
- 木浦臨時要塞（南部）-計画上、未着工。
- 安眠島臨時要塞（西部）-計画上、未着工。
- 仁川臨時要塞（京城外港部）-計画上、未着工。
- 白島臨時要塞（平壌外港部）-計画上、未着工。

関東州
- 旅順要塞
- 大連要塞 - 旅順要塞 に合併。

満州
- 東寧要塞 - 第1国境守備隊
- 綏芬河要塞 - 第2国境守備隊
- 半截河要塞 - 第3国境守備隊
- 虎頭要塞 - 第4国境守備隊 → 第15国境守備隊
- 霍爾莫津要塞 - 第5国境守備隊
- 璦琿要塞 - 第6国境守備隊
- 黒河要塞 - 第7国境守備隊
- 海拉爾要塞 - 第8国境守備隊
- 五家子要塞（琿春） - 第9国境守備隊
- 鹿鳴台要塞 - 第10国境守備隊
- 観月台要塞 - 第11国境守備隊
- 廟嶺要塞  -第12国境守備隊
- 法別拉要塞 - 第13国境守備隊
- 鳳翔要塞 - 第14国境守備隊

演習用
- 永久堡塁 (習志野)

## 要塞関連の法律
- 要塞近傍ニ於ケル水陸測量等ノ取締ニ関スル件（明治31年勅令第176号）
- 要塞司令部条例
- 要塞地帯法 - 要塞に関する基本となる法律で要塞地帯における禁止事項と罰則を定めた法律である[2][3]。

## 著名な設計者
- セバスティアン・ル・プレストル・ド・ヴォーバン（略：ヴォーバン） - フランスの要塞建築家。世界遺産ヴォーバンの防衛施設群が有名
- メンノ・フォン・クーホルン - オランダの要塞建築家。ホラントのヴォーバンと呼ばれる。